# Илача
Илача је насељено место у саставу општине Товарник, у Вуковарско-сремској жупанији, Република Хрватска.

## Историја
До територијалне реорганизације у Хрватској налазила се у саставу старе општине Винковци.

## Становништво
На попису становништва 2011. године, Илача је имала 859 становника.

## Попис 1991.
На попису становништва 1991. године, насељено место Илача је имало 1.239 становника, следећег националног састава:
| Попис 1991.‍   | Попис 1991.‍  | Попис 1991.‍ | Попис 1991.‍ | Попис 1991.‍ |
| ------------- | ------------ | ----------- | ----------- | ----------- |
|               |              |             |             |             |
| Хрвати        | Хрвати       |             | 1.183       | 95,48%      |
| Срби          | Срби         |             | 18          | 1,45%       |
| Југословени   | Југословени  |             | 8           | 0,64%       |
| Мађари        | Мађари       |             | 7           | 0,56%       |
| Македонци     | Македонци    |             | 1           | 0,08%       |
| Немци         | Немци        |             | 1           | 0,08%       |
| Русини        | Русини       |             | 1           | 0,08%       |
| Црногорци     | Црногорци    |             | 1           | 0,08%       |
| неопредељени  | неопредељени |             | 3           | 0,24%       |
| непознато     | непознато    |             | 16          | 1,29%       |
| укупно: 1.239 |              |             |             |             |